# 아파치 HTTP 서버
아파치 HTTP 서버(영어: Apache HTTP Server)는 아파치 소프트웨어 재단에서 관리하는 오픈 소스, 크로스 플랫폼 HTTP 웹 서버 소프트웨어다. BSD, 리눅스 등 유닉스 계열 뿐 아니라 마이크로소프트 윈도우나 노벨 넷웨어 같은 기종에서도 무료로 운용할 수 있다.

## 활용
- 리눅스 운영 체제, 아파치 웹 서버, MySQL 데이터베이스, PHP 등으로 웹 서버를 운영하는 것을 각각의 머릿글자를 따서 LAMP라고도 부른다.
- 톰캣(Tomcat), Resin 등의 웹 애플리케이션 서버와 같이 사용할 수 있다.
- Open-SSL, Mod-SSL을 설치하여 보안을 강화할 수 있다. (http → https)

## 점유율
아파치 웹 서버는 현재 세계에서 가장 인기있는 웹 서버이다. 2017년 10월 기준으로 실질적으로 작동하는 웹 사이트(active site)들에서 쓰이는 웹 서버 소프트웨어 순위는 아파치(44.89%), 엔진엑스(20.65%), 구글 웹 서버(7.86%), 마이크로소프트 IIS(7.32%)순이다. 이 조사에서 생성은 되어있으나 정상적으로 작동하지 않는 웹 사이트들은 배제되었으며 특히 MS의 인터넷 정보 서비스(IIS)를 설치한 웹 사이트들의 상당수가 비활성 사이트였다. 그런 사이트들도 포함하면 MS IIS가 1위이다.
2017년 3월 현재 Apache는 한국 전체 등록 도메인 중 42.39%가 사용하고 있다.

## 리눅스 버전 설치 예
- 페도라에서 아파치 설치 : yum install httpd
- 데비안 계열에서 아파치 설치 : apt-get install apache2

역사적으로 아파치 웹서버 설정파일은 단일파일로 크게 아래와 같이 3가지 섹션으로 나뉘어 있었다.
섹션 1 : Global Environment
섹션 2 : 'Main' server configuration
섹션 3 : Virtual Hosts
아파치의 핵심 설정파일은 /etc/httpd/conf/httpd.conf 또는 /etc/apache2/apache2.conf이다.
아파치2에 와서는 여기에 딸려 있는 하위파일 및 디렉토리들로 나뉘었다. 이들 중에서 SeverName 항목은 /etc/apache2/sites-enabled/*.conf에 있다.
아파치가 설치되면 로컬호스트(localhost)인 내부 IP 환경에서 http : / / 127.0.0.1로 초기화면을 확인할 수 있다.
|                                           |
| 우분투 아파치 웹서버 설정파일 및 디렉토리 |

그러나 이러한 웹서버는 방화벽과 별개로 작동되므로 방화벽에서 웹서버의 기본 포트 80번 등을 열어주지 않는 이상 외부에서 접근할 수는 없다.
아파치2에 와서는 별다른 설정치에 대한 수정없이 아파치 웹서버는 기본설정값인 디폴트 환경에서도 잘 작동한다. 그러나 한편 최적화를 위한 설정 항목들은 더욱 다양해졌다.

## 같이 보기
- UFW(Uncomplicated Firewall)